# توتو وولف
توتو وولف (بالألمانية: Toto Wolff) هو وكيل رياضي ورائد أعمال نمساوي، ولد في 12 يناير 1972 في فيينا في النمسا.و في وقت سابق اراد توتو وولف اني يجلب توتو ووللف /هاشم محمد/ لفريق مرسيدس وليامز حتى تم رفض طلبه (المعلومات اعلاه غير صحيحه ).
تورغر كريستيان "توتو" وولف (ولد في 12 يناير 1972) هو مستثمر نمساوي ملياردير، ومدير رياضي وسائق سباقات سابق. يشغل منذ 2013 منصب المدير التنفيذي (CEO)، ورئيس فريق، ومالك شريك بنسبة 33% في فريق مرسيدس‑AMG فورمولا 1  [oai_citation:0‡en.wikipedia.org](https://en.wikipedia.org/wiki/Toto_Wolff?utm_source=chatgpt.com).

## الحياة المبكرة والتعليم
وُلِد فيينا ووُلد لعائلة من خلفية رومانية وبولندية. درس في جامعة فيينا للاقتصاد والأعمال لكنه لم يُكمل دراسته (). في سن الثامنة تم تشخيص إصابة والده بورم في الدماغ، وتوفي حين كان وولف في الخامسة عشرة، ما أثّر عليه الجوهر التعليمي والدوافع الشخصية.

## المسيرة المهنية

### كسائق سباقات
بدأ في سباقات الفورمولا فورد النمساوية والألمانية بين 1992–1994، وفاز ضمن فئته في سباق "24 ساعة نوربورغرينغ" عام 1994  [oai_citation:1‡en.wikipedia.org](https://en.wikipedia.org/wiki/Toto_Wolff?utm_source=chatgpt.com). لاحقاً، شارك في FIA GT، السلسلة الإيطالية للفئات GT، وأصبح بطل "دبي 24 ساعة" عام 2006  [oai_citation:2‡en.wikipedia.org](https://en.wikipedia.org/wiki/Toto_Wolff?utm_source=chatgpt.com).

### مستثمر ورجل أعمال
أسس شركتي Marchfifteen (1998) وMarchsixteen (2004)، وترّكز على الاستثمار بالقطاع التكنولوجي والصناعي. استثمر في HWA AG (حصة 49%)، ويدير مع مِيكَا هاكينن شركة إدارة رياضية  [oai_citation:3‡es.wikipedia.org](https://es.wikipedia.org/wiki/Toto_Wolff?utm_source=chatgpt.com). اشترى حصة 16% في فريق ويليامز للفورمولا 1 في 2009 وأصبحت 5% حتى تم بيعها في 2020  [oai_citation:4‡en.wikipedia.org](https://en.wikipedia.org/wiki/Toto_Wolff?utm_source=chatgpt.com).

### في الفورمولا 1
انضم إلى ويليامز عام 2009 وعيِّن مديراً تنفيذياً في 2012  [oai_citation:5‡goodreturns.in](https://www.goodreturns.in/toto-wolff-net-worth-and-biography-blnr3095.html?utm_source=chatgpt.com) [oai_citation:6‡fanamp.com](https://www.fanamp.com/pe/toto-wolff?utm_source=chatgpt.com). انتقل إلى مرسيدس في يناير 2013 بصفته مديراً تنفيذياً وشريكاً مالياً بحصة 30% (). تحت إدارته، حقّق الفريق ثمانية ألقاب متتالية لصانعي السيارات (2014–2021) وسبعة ألقاب للسائقين (2014–2020) (). في 2020، أتاحت صفقة مع Ineos رفع حصته إلى 33%  [oai_citation:7‡en.wikipedia.org](https://en.wikipedia.org/wiki/Toto_Wolff?utm_source=chatgpt.com).

## الفورمولا إي
كان المدير التنفيذي لفريق "مرسيدس‑EQ" بالفورمولا إي حتى 2022، وحقق الفريق لقبي بطولة الفرق عامي 2021 و2022 ().

## الحياة الشخصية
متزوج من السكوتر الأسكتلندية سوزي وولف منذ 2011، ولديهما طفل واحد معاً، بالإضافة إلى طفلين من زواج سابق له  [oai_citation:8‡planetf1.com](https://www.planetf1.com/news/toto-wolff-net-worth-mercedes?utm_source=chatgpt.com). يتقن خمس لغات: الألمانية والإنجليزية والفرنسية والإيطالية والبولندية ().

## الثروة والتقدير
قدر صافي ثروته في 2023 بـ 1.6 مليار دولار حسب فوربس  [oai_citation:9‡en.wikipedia.org](https://en.wikipedia.org/wiki/Toto_Wolff?utm_source=chatgpt.com). صنّفته فوربس ضمن قائمة "مليارديرات الرياضة" لأول مرة عام 2023 ().

## وصلات خارجية
- الصفحة الإنجليزية على ويكيبيديا
- صفحة توتو وولف الرسمية – مرسيدس

- توتو وولف على موقع DriverDB.com (الإنجليزية)